# Едвард Линг
Едвард Линг (Тонтон, 7. март 1983), је спортиста из Велике Британије који се такмичи у стрељаштву. На Олимпијским играма у Рио де Жанеиру освојио је бронзану медаљу у дисциплини трап. Са Светских првенстава има сребро из 2014.